# Réserve nationale Llanquihue
La réserve nationale Llanquihue (prononcer : /jɔːnkiːwɛ/) est une réserve naturelle du Chili. La réserve est bordée par le río Petrohué au nord-est et par l'estuaire de Reloncaví à l'est. Au sud, le lac Chapo et ses rivages marquent la frontière de la réserve avec le parc national Alerce Andino.